# Dettmar Cramer
Dettmar Cramer (4 de abril de 1925 - 17 de Setembro de 2015) foi um jogador e treinador de futebol alemão que levou o Bayern de Munique à vitória nas Copas dos Campeões da Europa de 1975 e 1976. Cramer é comumente considerado o pai do futebol moderno no Japão e é membro da Ordem do Tesouro Sagrado.  Ele também brevemente treinou a Seleção de Futebol dos Estados Unidos da América.

## Carreira
Conhecido como o "Professor de futebol" por sua atenção aos detalhes e também como "Napoleão" por causa de sua estatura de 1,61 metros. 
Para fortalecer sua equipe nacional antes dos Jogos Olímpicos de Tóquio, quatro anos depois, a Associação de Futebol do Japão teve a ideia, em 1960, de contratar um treinador profissional estrangeiro. Cramer foi selecionado para esse papel. 
Através do treinamento e da liderança de Cramer e os esforços de seus jogadores, a equipe nacional japonesa conseguiu surpreender a Argentina nos Jogos Olímpicos de Tóquio. Cramer viu isso como uma confirmação de que o futebol japonês estava melhorando. Os esforços da Cramer não se limitaram à equipe nacional, pois também formulou e implementou políticas de desenvolvimento geral. A fundação de uma primeira liga nacional, o treinamento de outros treinadores e o fortalecimento da equipe nacional contribuirão ao sucesso do Japão nas Olimpíadas da Cidade do México quatro anos depois, onde o Japão levaria a medalha de bronze para casa.
Em 1 de janeiro de 1964, Cramer retornou à Alemanha para assumir o cargo de assistente do treinador da Seleção Alemã Helmut Schön. Nessa posição, ele participou da Copa do Mundo em 1966, onde a Alemanha Ocidental perdeu na final para a Inglaterra. Seus talentos foram altamente considerados pela FIFA que o contratou como treinador de 1967 a 1974 e enviou-o para um passeio pelo mundo, mas durante esse período, Cramer também dirigiu o 1º Curso de Treinamento da FIFA no Japão em 1969 e semeou uma estrutura de treinamento de treinadores no Japão. Além disso, em 1 de agosto de 1974, Cramer foi selecionado pela Federação de Futebol dos Estados Unidos para se tornar o treinador principal da equipe nacional de futebol dos Estados Unidos.
Durante o seu tempo no serviço da equipe nacional, Cramer recebeu inúmeras ofertas de trabalho em de clubes alemães na Bundesliga, embora ele constantemente os tenha rejeitado. Então, em 16 de janeiro de 1975, ele aceitou o convite e assinou com o Bayern de Munique. No início, Cramer enfrentou críticas pesadas, principalmente por causa de seu estilo de gestão passiva mas ele foi fortemente apoiado pelo capitão do time, Franz Beckenbauer, que se sentia em dívida com ele por causa de sua insistência de que Beckenbauer pudesse retornar à seleção alemã depois de ter sido inicialmente banido por engravidar uma garota fora do casamento .
Cramer liderou o Bayern para o título da Liga dos Campeões de 1975 e 1976, além de ganhar a Copa Intercontinental em 1976. A temporada da Bundesliga de 1976, no entanto, viu o Bayern ser incapaz de recuperar sua forma e depois de uma temporada ruim, Cramer foi forçado a renunciar à sua posição. 
Cramer estava envolvido em uma troca entre o Bayern e Eintracht Frankfurt, que o viu tomar o lugar de treinador em Frankfurt, enquanto a treinadora do Frankfurt, Gyula Lorant, foi para o Bayern. Nenhum dos clube estava feliz com essa troca, já que o Bayern terminou em 12º lugar na tabela, enquanto o Frankfurt foram medíocres na melhor das hipóteses. Como resultado, o clube o demitiu em 30 de junho de 1978.
Na temporada 1982-83, Cramer foi empregado na Bundesliga novamente, desta vez com o Bayer Leverkusen. Em Leverkusen, ele conseguiu liderar o clube para o seu primeiro top 9 no campeonato durante seu segundo ano no comando. Ele acabou sendo demitido na terceira temporada no comando. 
Depois disso, Cramer encontrou emprego de treinador em vários clubes e associações internacionais em todo o mundo. Em 2002, Cramer anunciou oficialmente a aposentadoria do futebol. Em 2005, foi induzido no Football Hall da Fama do Japão.

## Vida Pessoal
Cramer serviu na Segunda Guerra Mundial como tenente em com uma divisão de paramilitares alemã. Por suas conquistas internacionais, Cramer foi premiado com dois honorários, além de ser apresentado com o Bundesverdienstkreuz na Alemanha. Em 1971, o imperador Hirohito também apresentou pessoalmente sua participação na Ordem do Tesouro Sagrado por seu serviço ao Japão. Além disso, Cramer era um chefe honorário nas tribos nativas americanas Sioux e Mohican. Cramer morreu aos 90 anos em 17 de setembro de 2015. 
| Prêmios e realizações    | Prêmios e realizações                                          | Prêmios e realizações    |
| ------------------------ | -------------------------------------------------------------- | ------------------------ |
| Precedido por Udo Lattek | Técnicos vencedores da UEFA Champions League 1974–75 & 1975–76 | Sucedido por Bob Paisley |